# Teresa Carreño
María Teresa Carreño García de Sena là một nghệ sĩ dương cầm, kiêm ca sĩ, cũng là nhà soạn nhạc và nhạc trưởng nổi tiếng người Venezuela.
Tên thường gọi của bà là Teresa Carreño (IPA: /təˈrisə kɑrñoʊ/, tiếng Việt: /tê-rê-xa cac-rê-nô/). Bà được nhiều người nhắc đến vì là một nghệ sĩ điêu luyện, nổi tiếng thế giới và đã được mệnh danh gọi là "Nữ thần dương cầm" (Valkyrie of the Piano) đương thời. Bà còn nổi tiếng bởi nhan sắc và giọng hát, tài năng soạn nhạc và chỉ huy dàn nhạc của mình. Trong suốt sự nghiệp âm nhạc 54 năm không ngừng nghỉ, bà đã sáng tác khoảng 75 tác phẩm khí nhạc: độc tấu dương cầm, hợp xướng với dàn nhạc, hòa nhạc và thanh nhạc. Ngoài ra, bà còn là danh nhân văn hoá., , 

## Tiểu sử
Teresa Carreño (Tê-rê-xa Cac-rê-nô) sinh ngày 22 tháng 12 năm 1853, trong một gia đình có truyền thống âm nhạc ở Caracas, Venezuela.
Teresa Carreño là con của nhà ngoại giao - ông Manuel Antonio Carreño (1812 - 1874) và bà Clorinda García de Sena y Rodríguez del Toro (1816–1866). Ông nội là Jose Cayetano Carreño Rodríguez (1774 - 1836) là một nhà soạn nhạc người Venezuela nổi tiếng.
Ban đầu Teresa được cha và ông dạy dỗ, thạo dương cầm từ năm 6 tuổi. Sau này, tuy không còn trực tiếp dạy con gái, nhưng người cha vẫn theo dõi và giám sát sự nghiệp của cho đến cuối đời. Teresa được nhiều nhạc sỹ có tiếng giảng dạy, trong đó có Louis Moreau Gottschalk, nhạc sĩ người Đức Julio Hohene và nhất là Anton Rubinstein.
Năm 1862, gia đình di cư đến Hoa Kỳ, sống tại New York, và ngay sau đó - hồi mới 8 tuổi, Teresa đã công diễn tại nhà hát Irving Place của thành phố (ngày 25 tháng 11 năm 1861). Lúc hơn 9 tuổi, tiếng tăm thần đồng của Teresa đã lan đi và cô được mời biểu diễn cho Abraham Lincoln tại Nhà Trắng (năm 1863) lúc đó là đương kim tổng thống thứ 16 của Mỹ.

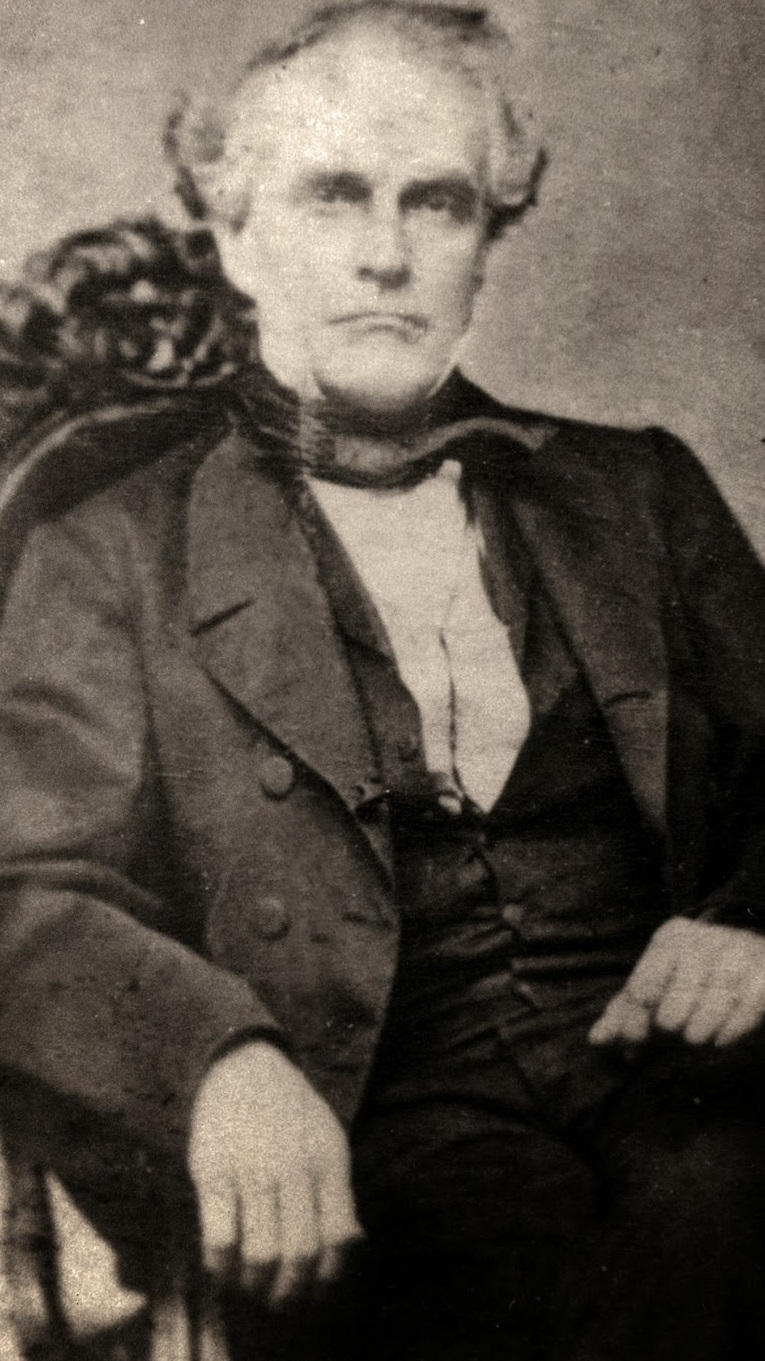
Cha của bà là nhà ngoại giao Venezuela Manuel Antonio Carreño.

Năm 1866, Teresa chuyển sang lưu diễn ở châu Âu, nhưng không phải là dương cầm mà lại xuất hiện với tư cách là một ca sĩ opera, mãi đến năm 1885 mới trở lại Venezuela. Năm 1889, Teresa trở lại châu Âu để lưu diễn nhiều hơn, rồi định cư tại Berlin.
Từ những năm đầu của thế kỷ XX, Teresa đã thực hiện hai chuyến đi biểu diễn vòng quanh thế giới. Năm 1915, khi đã nổi tiếng đến mức được gọi là trở thành "Valkyrie" (nữ thần vừa xinh đẹp vừa tài giỏi), Teresa Carreño lại tiếp tục lướt những ngón tay điêu luyện trên phím đàn dương cầm ở Nhà Trắng và được tổng thống thứ 28 của Mỹ là Woodrow Wilson (1856 – 1924) ca ngợi.
Sau đó, bà yếu dần do sức khoẻ giảm sút, rồi lâm bệnh và qua đời vào ngày 12 tháng 6 năm 1917, hưởng thọ 64 tuổi trong căn hộ của mình ở Della Robbia tại Đại lộ 740 West End ở góc đông bắc tại Phố 96 ở Thành phố New York. Mặt ngoài nhà này sau đó có gắn tấm bảng đá quý tưởng niệm nơi Teresa Carreño qua đời.

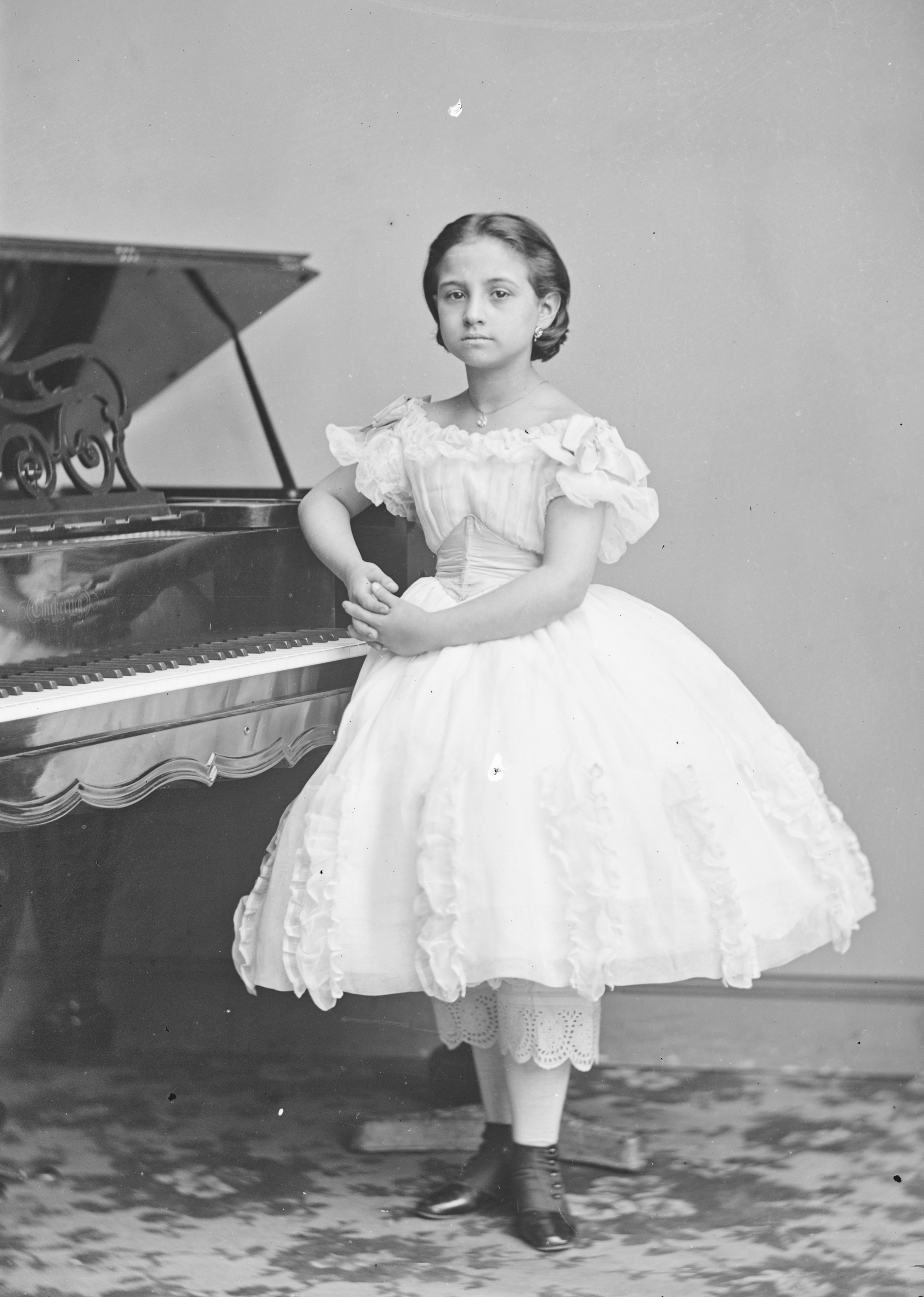
Teresa Carreño năm 8 tuổi (1861).

## Kết hôn
Teresa Carreño kết hôn nhiều lần:
- 1873 - 1875: với nghệ sĩ vĩ cầm Émile Sauret, sinh một cô con gái là Emilita.
- 1876 - 1891: với ca sĩ opera người Ý là Giovanni Tagliapietra, sinh hai con là Giovanni và Teresita sau này cũng trở thành một nghệ sĩ piano nổi tiếng, dưới tên Teresita Tagliapietra-Carreño.
- 1892 - 1895 với nghệ sĩ dương cầm Eugen dát Albert, có hai con gái là Eugenia và Hertha.[5]

## Vinh danh
- Năm 1938, tro cốt của Carreño đã được hồi hương về Venezuela. Sau đó, được chuyển đến nơi trang trọng tại điện Panteón Nacional vào năm 1977.
- Khu phức hợp văn hóa Teresa Carreño ở Caracas được đặt tên bà. Đây không chỉ là nơi sinh hoạt và biểu diễn của dàn nhạc giao hưởng, nhà hát opera, mà còn là nơi lưu giữ như viện bảo tàng về bà[6].
- Một ngọn núi lửa trên Sao Kim được đặt theo tên của Teresa Carreño.[7]

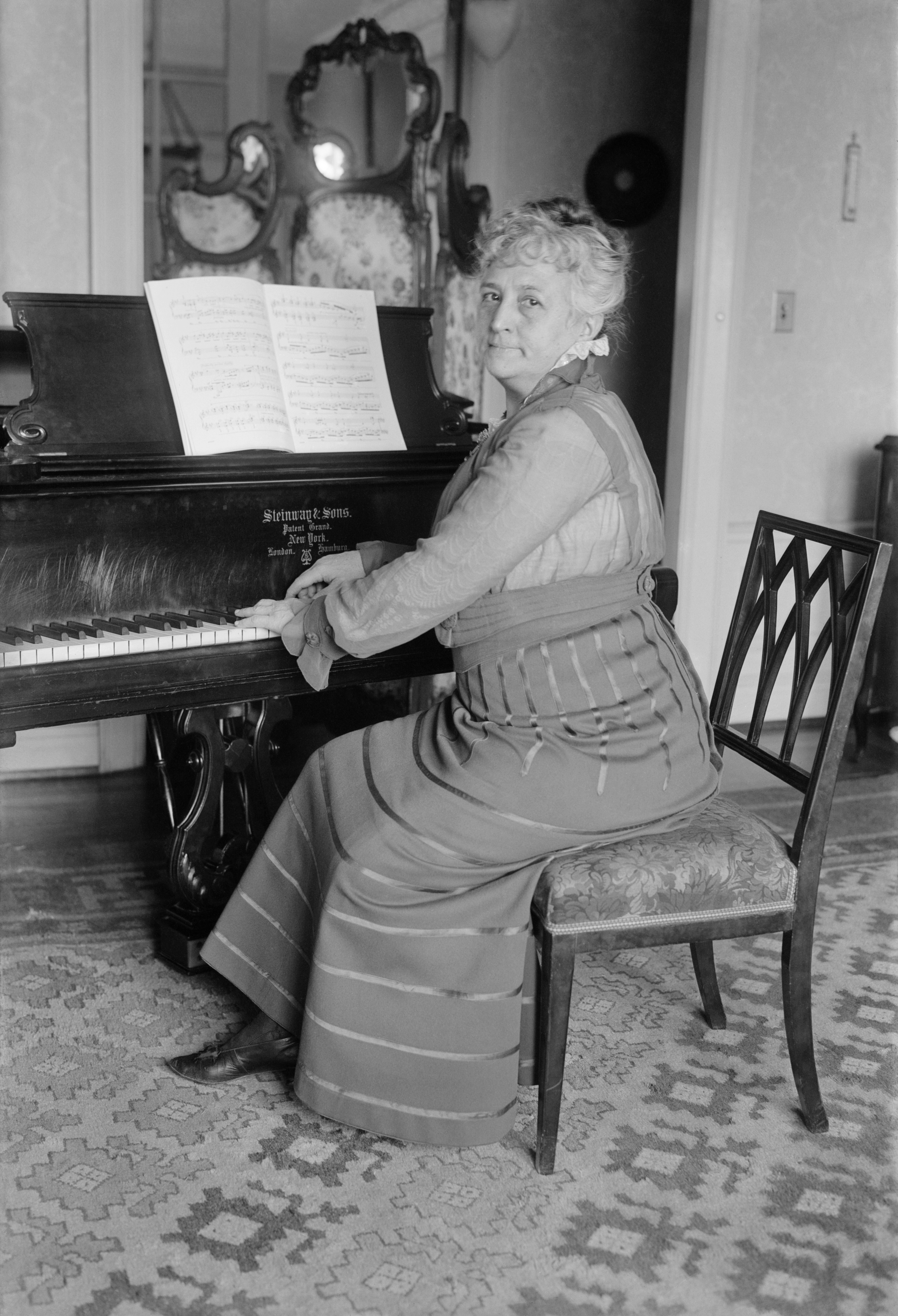
Carreño bên dương cầm năm cuối đời (1917).